# Xã Chapman, Quận Saunders, Nebraska
Xã Chapman (tiếng Anh: Chapman Township) là một xã thuộc quận Saunders, tiểu bang Nebraska, Hoa Kỳ. Năm 2010, dân số của xã này là 604 người.